# Павлово (Закарпатская область)
Павлово (укр. Павлово) — село в Полянской сельской общине Мукачевского района Закарпатской области Украины.
Население по переписи 2001 года составляло 770 человек. Почтовый индекс — 89311. Телефонный код — 3133352. Занимает площадь 10,05 км². Код КОАТУУ — 2124084203.

## Уроженцы
- Мартин Гринфильд (Максимилиан Грунфельд; род. в 1928) — портной американских президентов.